# Phreatoceras
Phreatoceras is een geslacht van weekdieren uit de klasse van de Gastropoda (slakken).

## Soort
- Phreatoceras taylori (Hershler & Longley, 1986)